# پیرآب
پیرآب نام یکی از رودخانه‌هایی است که از استان فارس گذر می‌کند.
این رودخانه که به پریاب نیز معروف است، از استان کهگیلویه و بویراحمد در شمال ممسنی سرچشمه گرفته و پس از طی مسافتی در دهستان رستم به رودخانه فهیلان می‌ریزد. این رودخانه در شهرستان ممسنی جریان دارد.